# Wannanosaurus yansiensis
 Wannanosaurus yansiensis  es la única especie conocida del género extinto  Wannanosaurus  (“lagarto de Wannan”) de dinosaurio marginocéfalo,  paquicefalosauriano, que vivió a finales del período Cretácico, hace aproximadamente entre 72 a 69 millones de años, en el Maastrichtiense, en lo que es hoy Asia. Sus fósiles fueron encontrados en sedimentos de arenisca roja de la Formación Xiaoyan, en Anhui, China. La especie tipo, W. yansiensis, fue descrita por Lian-Hai Hou en 1977. Debido a lo pequeño de los restos, el fémur solo medía 8 centímetros, se piensa que no alcanzaba al metro de largo, estimando que el ejemplar conocido apenas llegaba a los 60 centímetros, que debido a la fusión de las suturas craneales era un adulto al morir.

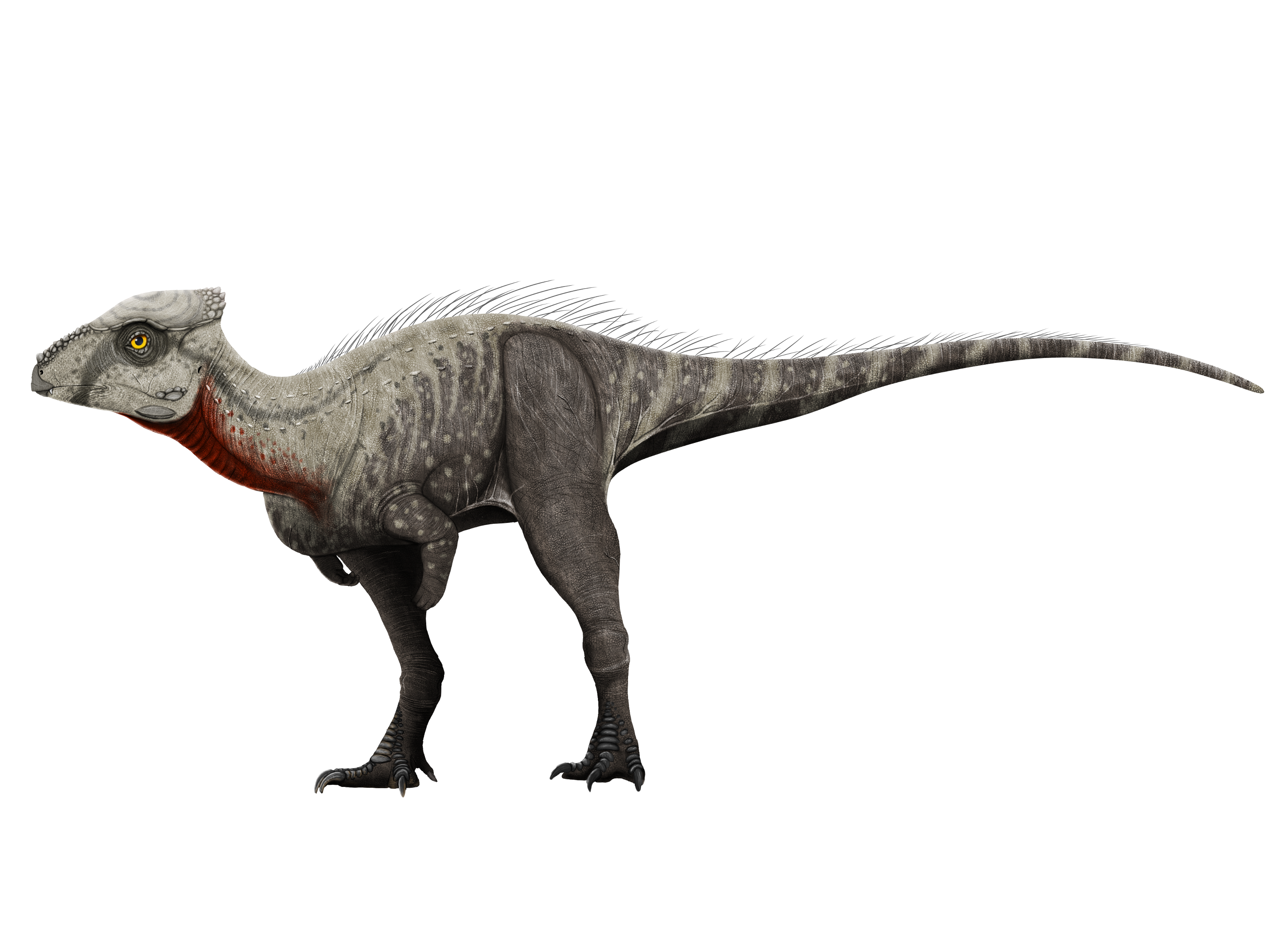
Reconstrucción en vida

Es conocido por un único esqueleto parcial, que incluye parte de la cúpula craneal y la mandíbula parcial, un fémur y una tibia, partes de costillas y otros fragmentos.  Debido a que la cúpula es plana con grandes aberturas es considerado como un primitivo paquicefalosauriano. Durante un tiempo fue clasificado dentro de  Homalocephalidae, familia que actualmente cayó en desuso, que agrupaba a los paquicefalosauriano sin cupúlas en forma de domo. A continuación vemos un cladograma según los analísi de Butler y colaboradores de 2011.
|  | Goyocephale                                                            |
|  |                                                                        |
|  | \| \| Homalocephale \| \| \| \| \| \| Pachycephalosauridae \| \| \| \| |
|  |                                                                        |
|  | Homalocephale                                                          |
|  |                                                                        |
|  | Pachycephalosauridae                                                   |
|  |                                                                        |

|  | Homalocephale        |
|  |                      |
|  | Pachycephalosauridae |
|  |                      |

|  | Goyocephale                                                            |
|  |                                                                        |
|  | \| \| Homalocephale \| \| \| \| \| \| Pachycephalosauridae \| \| \| \| |
|  |                                                                        |
|  | Homalocephale                                                          |
|  |                                                                        |
|  | Pachycephalosauridae                                                   |
|  |                                                                        |

|  | Homalocephale        |
|  |                      |
|  | Pachycephalosauridae |
|  |                      |